# إميليانو كاري
إميليانو كاري (بالإسبانية: Emiliano Garré)‏ هو لاعب كرة قدم أرجنتيني، ولد في 10 نوفمبر 1981 في بوينس آيرس في الأرجنتين. لعب مع Club Luján ‏.